# Władysław Walkiewicz
Władysław Walkiewicz (ur. 3 sierpnia 1833 w Warszawie, zm. 15 września 1900, tamże) – polski rysownik, ilustrator i litograf.

## Życiorys
W latach 1848–1852 studiował Wydziału Malarstwa Szkoły Sztuk Pięknych w Warszawie. Następnie podjął studia specjalne, po których pracował w zakładzie litograficznym Maksymiliana Fajansa w Warszawie. W jego zakładzie wykonał portrety do publikacji „Wizerunki Polskie” oraz „Cmentarz Powązkowski”. W wyniku konfliktów z Fajansem, który sygnował swoim nazwiskiem wszystkie prace zakładu, przeniósł się do pracowni Adolfa Pecqa. Współpracował z wieloma zakładami litograficznymi w Warszawie. W 1870 otworzył własny Zakład Artystycznej Litografii w Warszawie.
Inspirował się pracami litografów francuskich, takich jak np. Adolphe Mouilleron, Émile Lassalle i Bernard-Romain Julien. Specjalizował się w odtwarzaniu portretów osób zasłużonych. W technice litograficznej wykonał m.in. „Śmierć Barbary Radziwiłłówny” Józefa Simmlera, „Zgon Stefana Czarnieckiego” Antoniego Brodowskiego, a także liczne dzieła sztuki religijnej.

### Życie prywatne
W 1860 ożenił się z Marią z domu Krumholz.
Zmarł przy ul. Mariensztat 6 w Warszawie, w wyniku paraliżu serca. Został pochowany na Cmentarzu Powązkowskim w Warszawie (kwatera: 18, rząd: 3, miejsce: 25).